# Campeonato Paulista de Futebol Feminino de 2006
O Campeonato Paulista de Futebol Feminino de 2006 foi a 14.ª edição deste campeonato. Foi organizado pela Secretaria do Estado de Esportes e Turismo e contou com a participação de seleções municipais, além de clubes já conhecidos. O Botucatu se sagrou campeão ao bater o Saad/Bioleve na final.

## Fórmula de disputa
O campeonato foi dividido em três fases, na primeira fase as 20 equipes foram divididas em dois grupos, A e B, onde os quatro primeiros de cada um formaram o grupo C, na segunda fase, do quarto ao oitavo colocado da primeira fase formaram o grupo D, as quatro piores equipes da primeira fase formariam o grupo E, que definiria os rebaixados, porém o mesmo não foi jogado por conta de desistências. A terceira fase foi composta pela disputa de terceiro lugar e pela final.

## Primeira fase
|  | Classificados para o Grupo C |
|  | Classificados para o Grupo D |
|  | Classificados para o Grupo E |

## Segunda fase
|  | Classificados para a final                     |
|  | Classificados para a disputa de terceiro lugar |

### Grupo D
Todos os jogos de Marília foram cancelados.
Grupo E
O Grupo E seria disputado por Rio Branco, Juventus, Ferraz de Vasconcelos e Osasco, porém estes dois últimos abandonaram a competição, e acabaram rebaixados.

## Terceira fase

### Terceiro lugar
| 09 de dezembro | UniSant'Anna | 2 - 2 | São José do Rio Preto | Campinas |
|                |              |       |                       | Árbitro: |

UniSant'Anna conquistou o terceiro lugar por ter melhor campanha.

### Final
| 09 de dezembro | Saad | 0 - 3     | Botucatu                  | Estádio Cerecamp, Campinas           |
| 16:15          |      | Relatório | Grazielle , · Tânia Maria | Árbitro: Regildenia de Holanda Moura |

## Premiação
| Campeonato Paulista de Futebol Feminino 2006 |
| -------------------------------------------- |
| Botucatu Campeão (1° título)                 |